# Franz Jensch
Franz Jensch (* 9. Februar 1906 in Schmottseiffen; † 6. April 1985 in Dresden) war ein katholischer Gewerkschafter und Mitbegründer der CDU in der DDR. Er war Abgeordneter des Sächsischen Landtages, des Deutschen Volksrates und der Provisorischen Volkskammer. Darüber hinaus war er ein bedeutender Vertreter des Kolpingwerkes in der DDR.

## Leben
Jensch wurde 1906 im  niederschlesischen Schmottseiffen als Sohn eines Tagelöhners geboren. Nach der Schulzeit erlernte er das Schmiedehandwerk und zog danach als Wanderbursche durch Schlesien, die Lausitz und Sachsen. Er trat in einen katholischen Gesellenverein ein und engagierte sich zunehmend in dieser Bewegung und dem Bereich der katholischen Soziallehre. So nahm er unter anderem 1927 als Delegierter am 1. Internationalen Gesellentag in Wien teil. 
Darüber hinaus trat er 1928 in die Zentrumspartei ein und wirkte hauptamtlich im Christlichen Metallarbeiterverband. Im Frühjahr 1933 wurde Jensch auf Betreiben der Nationalsozialisten als Gewerkschaftssekretär entlassen. Die Entlassung wurde mit seiner staatsfeindlichen Einstellung begründet. Überdies wurde gegen Jensch ein Verfahren wegen gewerkschaftlicher Untreue eingeleitet. Nach einer Zeit der Arbeitslosigkeit erhielt Jensch zunächst eine Anstellung in einer Karosseriefabrik zur Rehabilitierung. 
Ab 1935 leitete er den Katholischen Pfarrsteuerverband in Dresden. In dieser Funktion bemühte er sich bis zum Kriegsende um den Schutz von Kircheneigentum in Dresden, der verheerende Luftangriff im Februar 1945 auf Dresden machte aber viele seiner Bemühungen zunichte. Ab 1935 war er auch Diözesansenior des seit diesem Jahr so benannten Kolpingwerkes, eine Funktion, die er auch in der DDR bis 1972 innehatte. 

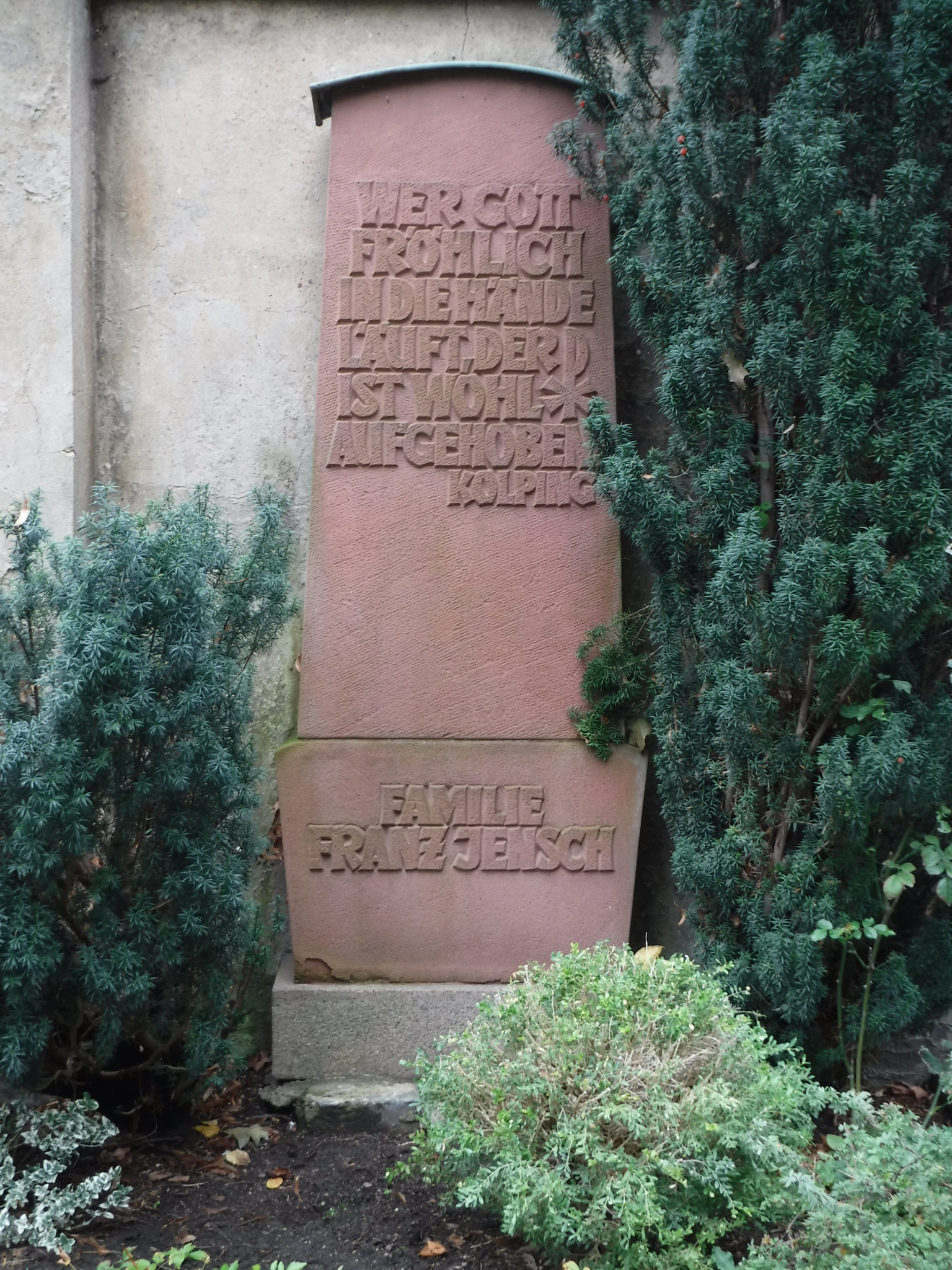
Grab von Franz Jensch auf dem Neuen Katholischen Friedhof in Dresden

Im Sommer 1945 gehörte Jensch zu einer Gruppe von Christen, die am 8. Juli in Dresden eine Christlich-Soziale Volkspartei gründeten. Diese schloss sich wenig später der in Berlin gegründeten CDU an. Jensch erhielt die Mitgliedsnummer 4 des bald darauf gegründeten sächsischen Landesverbandes der CDU und wurde in den Provisorischen Landesvorstand gewählt. Auf dem ersten Landesparteitag im Februar 1946 wählten die Delegierten Jensch zu einem von drei stellvertretenden Landesvorsitzenden unter dem Landesvorsitzenden Hugo Hickmann. In der Folge widmete sich Jensch gänzlich der politischen Arbeit innerhalb der sächsischen CDU. Er kandidierte zu den ersten Landtagswahlen im Oktober 1946 und wurde nach erfolgreicher Wahl innerhalb der CDU-Fraktion zu deren Geschäftsführer gewählt. 1948 entsandte die CDU Jensch zusätzlich als Abgeordneten in den 1. Deutschen Volksrat. Er gehörte auch dem 2. Deutschen Volksrat an und gehörte zu den Abgeordneten der Provisorischen Volkskammer.
Als langjähriger Mitstreiter von Hugo Hickmann geriet Jensch im Frühjahr 1950 auch in die parteiinternen Säuberungen der sächsischen CDU. Allerdings blieb Jensch in Sachsen. Er wurde von seiner Partei zu den Landtags- und Volkskammerwahlen im Oktober 1950 nicht mehr als Kandidat aufgestellt. Mit dem Rückzug in die Kirchenarbeit endete Jenschs politische Karriere, er konnte dadurch aber auch weiterhin in der DDR wirken. So war er 1952 einer der Vizepräsidenten des 75. Deutschen Katholikentages, der im August des Jahres in Berlin stattfand. 1957 nahm er als einziger Laiendelegierter aus der DDR am 2. Weltkongress des Laienapostolates teil. 1962 war er Teilnehmer einer internationalen Kolpingwallfahrt zum Papst nach Rom. Als Leiter der Kirchenverwaltung im Bistum Meißen organisierte er bis zu seinem Ruhestand 1971 den Wiederaufbau karitativer Einrichtungen wie des St. Benno- und des Albert-Stifts.

## Ehrungen
- Ritter des Ordens des heiligen Papstes Silvester[1]
- Ehrennadel des Kolpingwerkes (als erster DDR-Bürger)[1]
- 1976 Otto-Nuschke-Ehrenzeichen in Gold[4]